# Square du 21 Juillet
Le square du 21 juillet (en néerlandais : Square van de 21ste juli) est un parc de la ville de Bruxelles, situé à Laeken et qui sert d'écrin à son monument principal, le mémorial Reine Astrid.

## Localisation
Le square se situe à l'angle formé par l'avenue du Parc Royal et la rue des Vignes. Il fait face à l'église Notre-Dame de Laeken et est adossé au Domaine royal (Château de Laeken).

## Historique
Le square du 21 juillet a été dessiné par l'architecte Charles Girault, auteur de l'agrandissement et de la rénovation du château de Laeken, de la colonnade du Cinquantenaire et du musée de Tervueren,. Le roi Léopold II, désireux d'embellir les abords du Domaine royal, veilla à l'aménagement de cet endroit qui était occupé par des immeubles insalubres et fit l'acquisition de terrains nécessaires,.
L'état du quartier des Vignes, populaire et insalubre à la fin du XIXe siècle en raison de la présence des eaux putrides du Molenbeek, s'était encore dégradé depuis l'aménagement, en remblais, de l'avenue du Parc Royal. Les maisons en contrebas étaient constamment inondées, provoquant la ruine de leurs habitants. 
Léopold II avait un double intérêt à voir les choses évoluer : à flanc de son domaine privé, cette enclave faisait tache sur l'itinéraire de ses visiteurs ; la rivière qui bordait le quartier et l'inondait périodiquement était aussi celle qui alimentait ses étangs. Il est donc aux premières loges pour en apprécier les miasmes et les dépôts indésirables.
Pour y remédier, le roi n'hésita pas à financer en partie la prolongation du réseau d'égouts parallèlement au Molenbeek. Réalisé en 1885 mais incomplet, le remède s'est révèle inefficace. Aussi Léopold proposa de coupler le voûtement de la rivière et l'assainissement du quartier en vue d'y construire des habitations sociales et d'aménager un square du côté gauche de la rue des Vignes pour faire pendant à celui qui existait déjà de l'autre côté de l'avenue du Parc Royal. Après approbation du plan par la commune de Laeken, le voûtement est achevé sur son territoire en 1907 aux frais de l'Etat. 
Les acquisitions immobilières nécessaires à l'assainissement du quartier sont interrompues au décès du souverain qui les a financées. Seuls l'élargissement de la rue des Vignes, par la suppression des maisons situées à flanc du domaine royal, et le square du Vingt-et-un Juillet ont pu être réalisés. Ce dernier a été inauguré en 1908. Il comportait, à l'origine, un édicule circulaire, un pavillon de garde et un kiosque à musique. 
Le mémorial Reine Astrid qui ferme la perspective du square a été conçu par l'architecte Paul Bonduelle et inauguré le jour de la fête nationale, le 21 juillet 1938, d'où le nom du square,. Il a été couplé avec le réaménagement du square qui lui sert d'écrin sous la houlette de l'architecte paysagiste René Pechère.

## Architecture

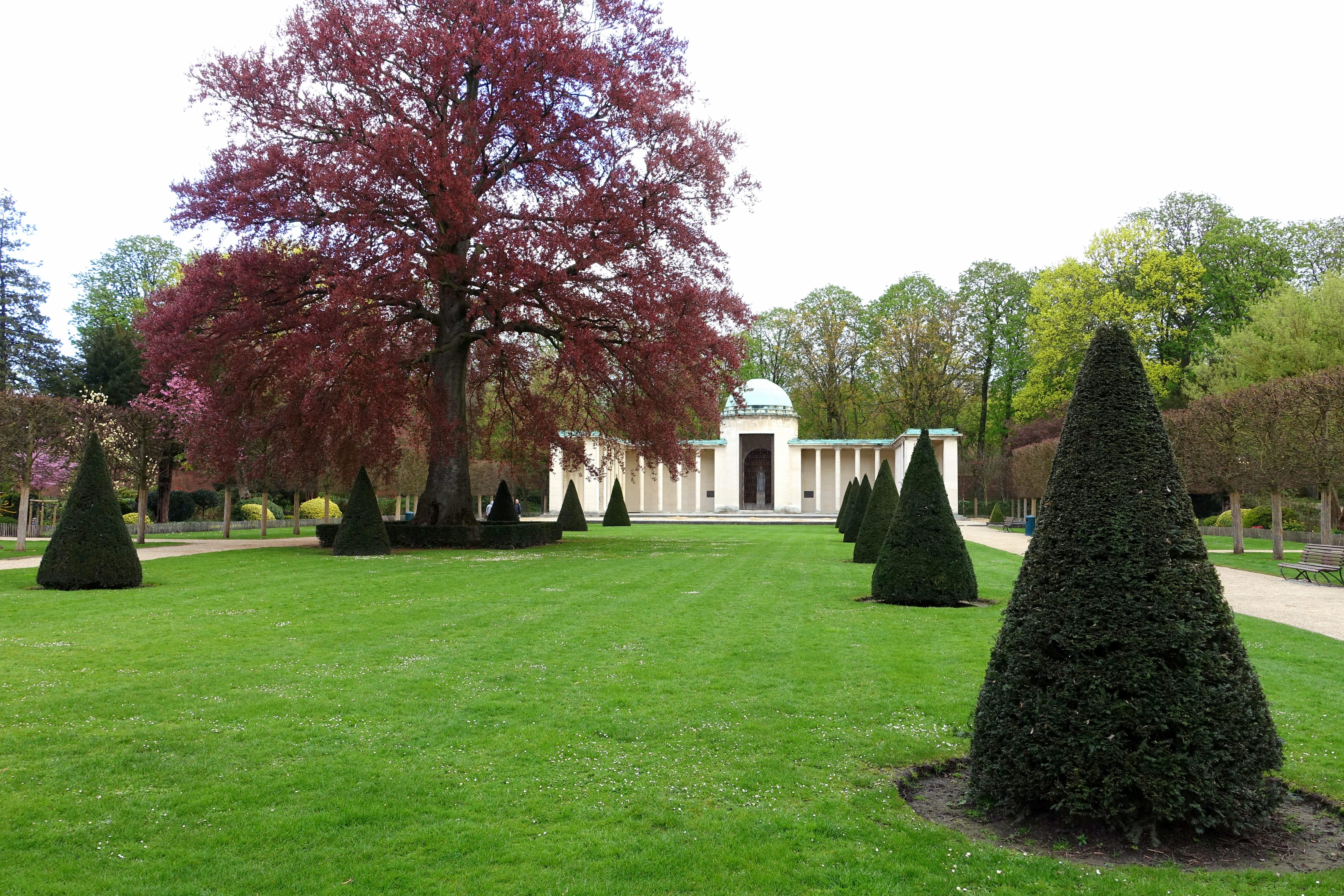
Mémorial Reine Astrid

Le square, qui fait face à l'église Notre-Dame de Laeken, semble être un prolongement du domaine royal.
La mise en scène commence par une double allée majestueuse, alignée sur les bas-côtés du mémorial. Elle est bordée de jeunes tilleuls de Crimée et, près des grilles, par un arbre à papier très rare. Au centre, la longue pelouse, dont la symétrie est rompue par un grand hêtre, est rythmée par deux rangées d'ifs taillés en cône et conduit le regard vers le mémorial.
Le mémorial, précédé d'une esplanade en pierre bleue à laquelle on accède par deux marches, consiste en une colonnade en pierre naturelle en forme de U qui encadre une rotonde où se trouve la statue de la reine,.

## Accessibilité
| ___ | Ce site est desservi par la station de métro : Bockstael. |